# De äventyrslystna
De äventyrslystna (franska: Les Aventuriers) är en fransk äventyrsfilm från 1967 i regi av Robert Enrico, med Alain Delon, Lino Ventura, Joanna Shimkus och Serge Reggiani i huvudrollerna. Den handlar om tre förlorare – en uppfinnare, en stuntpilot och en konstnärinna – som efter sina misslyckanden ger sig ut på skattjakt utanför Afrikas kust.
Filmen bygger på en roman av José Giovanni. Den spelades in från 15 september till 5 november 1966. En viktig inspelningsplats var Fort Boyard utanför Frankrikes västkust.
Filmen hade fransk biopremiär den 14 april 1967. År 1974 kom en japansk nyinspelning med titeln Yadonashi, regisserad av Kōichi Saitō.

## Medverkande
- Alain Delon som Manu
- Lino Ventura som Roland
- Joanna Shimkus som Laetitia
- Serge Reggiani som piloten
- Paul Crauchet som försäkringsagenten
- Guy Delorme som en mördare
- Odile Poisson som Yvette
- Irène Tunc som Kyobaskis sekreterare
- Thérèse Quentin som mostern
- Valery Inkijinoff som Kyobaski, producenten